# Scylla (Prison Break)
Scylla es el episodio número 58 de la serie de televisión estadounidense Prison Break y el primero de la cuarta temporada. Fue estrenado el 1 de septiembre de 2008.

## Resumen
Michael (Wentworth Miller) ha seguido a Gretchen/Susan (Jodi Lyn O'Keefe) y a Whistler (Chris Vance) a Los Ángeles. La pareja se encuentra negociando por "la tarjeta", un disco con datos muy importantes de La Compañía. Whistler había matado al actual propietario de esa tarjeta en vez de pagar por ella. Antes de que él y Gretchen terminen su misión, Michael llega, planeando matarlos como venganza por la muerte de Sara. Gretchen afirma que Sara está viva, pero antes de que pueda agregar algo más, la policía llega para investigar el asesinato recién cometido por Whistler. 
Sin que Gretchen se diese cuenta, Whistler hizo una copia de la tarjeta y se la dio a un representante de la Compañía, quedándose él con el original. Cuando el líder de la Compañía (Leon Russom) se entera de esto, ordena a un agente de la Compañía que mate a Gretchen.
Lincoln (Dominic Purcell) todavía se encuentra en Panamá junto con Sofía (Danay Garcia) y LJ (Marshall Allman), cuando Michael le llama. Discuten sobre un hecho ocurrido recientemente en Sona: los presos se amotinaron quemando el lugar, y permitiendo que T-Bag, Sucre y Bellick escapen. 
Michael pregunta a Lincoln sobre si está seguro de que Sara está muerta. Después de la conversación, Michael es contactado por Mahone (William Fichtner) y Whistler, que están trabajando en secreto para la Seguridad Nacional, que busca destruir a la Compañía. La clave de este plan es una tarjeta llamada Scylla, la cual contiene información sobre los agentes de la Compañía y sus operaciones, pero solo pueden ser decodificada dentro de las instalaciones de la Compañía.  
Mahone, Michael y Whistler están hablando cuando Wyatt (Cress Williams) los ataca, causando la muerte de Whistler y recuperando la copia original de Scylla. Para conocer la verdad, Michael viaja a Chicago y contacta a un amigo de Sara, Bruce Banett (Wilbur Fitzgerald), pero es capturado por la policía. Mientras tanto, Lincoln, LJ y Sofía son atacados por un agente de la Compañía. Lincoln mata al agente en una lucha, y es detenido por la policía panameña. Mahone vuelve a la casa de su familia, sólo para descubrir que Wyatt ha asesinado a su hijo. 
Michael y Lincoln se encuentran en custodia por el agente Donald "Don" Self (Michael Rapaport). Es un agente autónomo de Seguridad Nacional que trabajaba no sólo con Whistler, sino también con Aldo Burrows, con el fin de detener a la Compañía. Al no poder confiar en la gente del gobierno por temor a algún infiltrado de la Compañía, el agente quiere que Michael y Lincoln sean parte del plan para recuperar Scylla, con su libertad garantizada. Los hermanos rechazan la oferta. Bruce paga la libertad bajo fianza, y, cuando están en libertad, reúne a Michael con Sara (Sarah Wayne Callies), que había sido escondida de la Compañía en Chicago después de haber sido torturada por Gretchen, y haber escapado. 
Cuando Wyatt ataca al grupo en un escondite supuestamente secreto, Michael, Lincoln y Sara deciden unirse al equipo de autónomos, con la creencia de que sólo pueden estar seguros una vez que La Compañía se destruya. También entran en el equipo Mahone, Bellick (Wade Williams) y Sucre (Amaury Nolasco).
Por otra parte, T-Bag (Robert Knepper) está haciendo su camino de Panamá a los Estados Unidos en busca de Michael, a fin de obtener su venganza. Se trata de llegar a San Diego, a raíz de la dirección escrita por Whistler en el libro de aves (que, sin conocimiento de él, contiene información sobre dónde decodificar Scylla), pero sus conductores roban a T-Bag el dinero de la bolsa y lo abandonan en el desierto con uno de sus compañeros. 